# Allotrochosina karri
Allotrochosina karri är en spindelart som beskrevs av Vink 200. Allotrochosina karri ingår i släktet Allotrochosina och familjen vargspindlar.
Artens utbredningsområde är Western Australia. Inga underarter finns listade i Catalogue of Life.